# Lac Toplitz
Le lac Toplitz (allemand : Toplitzsee) est un lac des Alpes orientales centrales dans la région du Salzkammergut en Autriche. Son émissaire est le cours d'eau Toplitz (de), un affluent de la Traun, donc un sous-affluent du Danube.

## Histoire
(janvier 2016).
Durant la Seconde Guerre mondiale, le lac servit pour diverses expérimentations du Troisième Reich comme des tests de torpilles.
Des rumeurs persistantes font état d'un trésor nazi immergé au fond du lac à la fin de la Seconde Guerre mondiale. Les recherches menées durant les années 1960 (entre autres sous l'égide du magazine Stern), ont surtout permis de remonter des caisses contenant des milliers de faux billets de 5 livres sterling que les nazis avaient réalisées dans le cadre de l'opération Bernhard, visant à saboter l'économie des Alliés en injectant des millions en fausse monnaie. Il ne semble pas exister de document attestant de la présence d'un trésor au fond du lac.